# Lemula longipennis
Lemula longipennis är en skalbaggsart som beskrevs av Michitaka Shimomura 1979. Lemula longipennis ingår i släktet Lemula och familjen långhorningar.
Artens utbredningsområde är Taiwan. Inga underarter finns listade i Catalogue of Life.